# 宇野郁夫
宇野 郁夫（うの いくお、1935年（昭和10年）1月4日 - 2021年11月2日）は、日本の経営者。日本生命保険相互会社相談役。大分県出身。

## 略歴
- 1959年（昭和34年）3月 - 東京大学法学部卒業
- 1959年（昭和34年）3月 - 日本生命保険相互会社入社
- 1986年（昭和61年）7月 - 日本生命保険相互会社取締役
- 1989年（平成元年）3月 - 日本生命保険相互会社常務取締役
- 1992年（平成4年）3月 - 日本生命保険相互会社専務取締役
- 1994年（平成6年）3月 - 日本生命保険相互会社代表取締役副社長
- 1994年（平成6年）6月 - 田辺製薬株式会社監査役
- 1997年（平成9年）4月 - 日本生命保険相互会社代表取締役社長
- 1998年（平成10年）6月 - 富士急行株式会社取締役
- 1999年（平成11年）6月 - 小田急電鉄株式会社監査役
- 2003年（平成15年）6月 - 株式会社ホテルオークラ取締役
- 2005年（平成17年）4月 - 日本生命保険相互会社代表取締役会長
- 2005年（平成17年）6月 - 株式会社三井住友フィナンシャルグループ監査役
- 2005年（平成17年）6月 - 松下電器産業株式会社（現・パナソニック株式会社）取締役
- 2005年（平成17年）6月 - 西日本旅客鉄道株式会社監査役
- 2005年（平成17年）6月 - 東北電力株式会社監査役
- 2005年（平成17年）6月 - テレビ大阪株式会社監査役
- 2006年（平成18年）6月 - 株式会社三井住友銀行監査役
- 2011年（平成23年）4月 - 日本生命保険相互会社取締役相談役
- 2011年（平成23年）7月 - 日本生命保険相互会社相談役
- 2013年（平成25年）6月 - トヨタ自動車株式会社取締役社外取締役）[1]
- 2013年（平成25年）11月 - 旭日重光章受章[2]
- 2021年 （令和3年） 11月 - 死去[3]。86歳没。